# Simulium damingense
Simulium damingense är en tvåvingeart som beskrevs av Chen, Zhang och Zhang 2007. Simulium damingense ingår i släktet Simulium och familjen knott. Inga underarter finns listade i Catalogue of Life.